# Годы молодые (фильм, 1959)
«Годы молодые» (укр. Літа молодії) — советский музыкальный фильм режиссёра Алексея Мишурина 1958 года. Премьера состоялась 9 марта 1959 г.
В фильме впервые прозвучала ныне популярная песня Платона Майбороды на слова Андрея Малышко «Песня про рушник» (укр. Пісня про рушник) в исполнении Александра Таранца.
Фильм посмотрели 36,7 миллиона зрителей в первый год проката. Директор картины: Николай Шаров.

## Сюжет
Главная героиня фильма Наташа мечтает сдать вступительные экзамены в театральное училище в Киеве. Она гостит у бабушки в шахтёрском городе.
В шахтёрском Дворце культуры шёл концерт. Солист танцевального ансамбля Лёсик вывихнул ногу. Заменить его просят Наташу Артёменко. Наташа поначалу отказывается, потому что она собирается в Киев для сдачи экзаменов в театральном училище и через час отходит её поезд. Однако директор Дворца культуры уговаривает её выступить. В результате Наташа в одежде мальчика мчится на вокзал.
В спешке Наташа забывает билет на поезд. Она в растерянности стоит у вагона и плачет. К ней подходит парень с гитарой по имени Сергей. У него тоже нет билета, но ему очень нужно попасть в Киев для сдачи экзаменов в театральном училище. Им приходится путешествовать на крыше вагона. Наташа представляется Лёсиком и говорит, что едет в Киев к сестре.
У Наташи появляется ухажёр дирижёр Володя. В Киеве Сергей влюбляется в девушку Наташу, якобы сестру Лёсика. Наташа разыгрывает его, переодеваясь в одежду Лёсика.
Сдача экзаменов для Наташи и Сергея оказывается трудной. Наташа уговаривает Володю попросить своего дядю из приёмной комиссии помочь ей и Сергею при поступлении в училище. Сергей возмущается, когда узнаёт об этом. Он не хочет поступать по чьей-то протекции. Девушка решает честно поступать на следующий год, Сергей также решает возвратиться в родной Донбасс.
В конце фильма перед отъездом Сергей встречается с «братом» Наташи. После прогулки Сергей понимает, что «Лёсик», с которым он ехал на крыше вагона в Киев, — это на самом деле полюбившаяся ему девушка Наташа. Молодые люди целуются.

## В ролях
| Актёр                    | Роль                                  |
| ------------------------ | ------------------------------------- |
| Светлана Живанкова       | Наташа Артёменко                      |
| Андрей Сова              | директор дома культуры Иван Семёнович |
| Людмила Алфимова         | поющая девушка                        |
| Валерий Рудой            | Сергей                                |
| Валентин Кулик           | Володя                                |
| Александр Хвыля          | Днепров-Задунайский                   |
| Елена Машкара            | мать Наташи                           |
| Сергей Сибель            | Юра                                   |
| Николай Яковченко        | Василий Петрович Руденко              |
| Георгий Склянский        | Коля                                  |
| Николай Муравьёв         | начальник вокзала                     |
| Николай Панасьев         | дежурный по вокзалу                   |
| Степан Шкурат            | машинист паровоза                     |
| Борис Андреев            | Захар                                 |
| Валерий Зиновьев         | абитуриент                            |
| Александр Сумароков      | член жюри                             |
| Валерия Драга-Сумарокова | аккомпаниатор                         |
| Дая Смирнова             | Леся                                  |

## Награды
- 1959 — Всесоюзный кинофестиваль в Киеве: Первая премия композитору Платону Майбороде[3].

## Критика
В первых рецензиях на фильм советские критики отмечали, что фильм привлекает искренним лиризмом и настоящей комедийным остроумием. В журнале «Советский экран» (1959, № 12) автор рецензии подчеркивал удовлетворительную работу кинооператора, удачную передачу красочных украинских пейзажей, а также отмечал наличие украинских элементов в музыкальном оформлении фильма композитором П. Майбородой. Однако он же выражал недоумение, почему труд такого большого коллектива был потрачен на осуществление такого фальшивого, примитивного сценария.
Киновед Георгий Капралов писал: «Такие картины, как „Годы молодые“, „Черноморочка“ … выдают дешёвую побрякушку за эстетический идеал, формируют у части зрителей ложные представления о прекрасном». Он утверждал: «В фильме „Годы молодые“ душевная красота человека,
искусство, труд артиста представлены как на дешёвой картинке — пёстро, душещипательно, а в целом бездумно и бессодержательно. … Если б не молодая, не лишенная обаяния актриса, мелодичная музыка и живые танцы,— нищета содержания фильма была бы очевидна с первого взгляда. Сейчас же она прикрыта пёстрым нарядом, который и вводит в заблуждение некоторых зрителей».
Кинокритики Нея Зоркая и Юрий Ханютин сетовали, что фильм не претендует «на нечто большее, чем дать возможность зрителю бездумно провести полтора часа» и «в „Годах молодых“ слышится только стук чечётки и нет взволнованного биения человеческого сердца». Кинокритик Ростислав Юренев высказывал мнение: «Пороком комедии „Годы молодые“ было отсутствие мысли, трафаретность сюжета и образов, заданных плохим и замученным переделками сценарием».
Кинокритик Светлана Зинич критиковала ряд актёрских работ: «Особенно обращают на себя внимание скованные движения и невнятная мимика актёров, исполняющих роли Сергея (В. Рудой), матери Наташи (Е. Машкара), дирижёра Володи (В. Кулик)». При этом она так оценивала исполнение главной роли: «В рамках поставленной перед ней задачи в целом естественно играет исполнительница главной роли С. Живанкова. Однако ей не удаётся внести новые черточки в уже опробованный характер своей героини».
Советский киновед Иван Корниенко критиковал фильм наряду с другими комедиями, по его мнению, «лишёнными подлинной комедийности». Он писал: «„Годы молодые“, „Королева бензоколонки“, „Черноморочка“, „Артист из Кохановки“, „Повесть о Пташкине“ пресса встретила суровой критикой, вновь возобновив разговор о путях развития кинокомедии, о трудностях, встречающихся на пути этого жанра».
Киновед Нонна Капельгородская писала: «…музыкальная лента „Годы молодые“ (1958) по сценарию Александра Шайкевича вызвала шквал негативных рецензий, хотя здесь звучала волшебная музыка Платона Майбороды. Появление героини (С. Живанкова) в мужском наряде (эта ситуация не раз гораздо отчётливее воплощалась в киноискусстве) выглядела надуманной и искусственной». Она также указывала, что эта комедия вызвала «особенно резкую критику» при её показе в США.
Кинокритик Говард Томпсон в газете «Нью-Йорк таймс» указывал, что «цветная съёмка прекрасна, она рисует удачный весенний холст с солнечным, голубым небом, сверкающими реками, цветочной отделкой и самым чистым городом». Он отмечал, что самым красивым является «вальс в пасторальном исполнении героини Светланы Живанковой, дерзкой, уверенной в себе и поистине на загляденье». При этом он не понял, «как лицо мисс Живанковой, увенчанное кепкой и париком, могло обмануть мистера Рудоя или кого-то ещё». В целом он оценил «эту импортированную ерунду как глупую, завораживающую музыкальную шалость».
Искусствовед Борис Берест (Ковалёв) утверждал: «Сюжет и режиссёрские средства напоминают опереточно-водевильный жанр с уклоном в тенденциозный патриотизм. Как сам фильм, так и игра главных исполнителей (С. Живанкова — Наталка Артёменко, В. Рудой — Сергей) не отличились любой оригинальностью». При этом он отмечал, что «советская критика до сих пор не могла додуматься, почему каждый комедийный фильм „отечественного“ производства, не говоря уже про зарубежные фильмы, — неизменно пользуются много большим успехом, чем фильм „идеологически выдержанный“». Он писал: «Причина кроется не только в том, что рядовому зрителю надоели пропагандистско-тенденциозные, агитационно-производственные или документально-хроникальные фильмы. Причина кроется в чём-то более глубоком».
Киновед Александр Фёдоров отмечал: «Телевидение „Годы молодые“ не очень жалует, и, казалось бы, фильм должен быть полностью забыт зрителями, однако они даже сегодня, в XXI веке, продолжают о нём писать. И что удивительно — отрицательных отзывов практически нет, одни восторженные…».